# 30-та винищувальна дивізія (Третій Рейх)
30-та винищувальна дивізія (Третій Рейх) (нім. 30. Jagddivision) — винищувальна авіаційна дивізія повітряних сил нацистської Німеччини за часів Другої світової війни.

## Історія
30-та винищувальна дивізія була сформована у вересні 1943 року у Берліні шляхом переформування винищувального командування «Остмарк».

## Командування

### Командири
- оберст Гайо Геррманн (нім. Hans-Joachim Herrmann) (вересень 1943 — 16 березня 1944).

## Підпорядкованість
| Час                        | Група армій (округ)            | Штаб   |
| -------------------------- | ------------------------------ | ------ |
| вересень 1943 — лютий 1944 | Командування Люфтваффе «Центр» | Берлін |
| лютий — 16 березня 1944    | I винищувальний корпус         | Берлін |

## Бойовий склад 30-ї винищувальної дивізії
Формування управління, забезпечення та підтримки
- авіаційний медичний загін 30-ї дивізії (Luftwaffen-Sanitäts-Abteilung/30. JD).

- 300-та винищувальна ескадра (Jagdgeschwader 300);
- 301-та винищувальна ескадра (Jagdgeschwader 301);
- 302-та винищувальна ескадра (Jagdgeschwader 302).